# Dorvillea atlantica
Dorvillea atlantica är en ringmaskart som först beskrevs av McIntosh 1885.  Dorvillea atlantica ingår i släktet Dorvillea och familjen Dorvilleidae. Inga underarter finns listade i Catalogue of Life.